# Басмала

Эволюция арабского письма на примере басмалы:
1. Куфическое письмо
2. Система ад-Дуали
3. Появление огласовок (харакат)
4. Система аль-Фарахиди, использующаяся и по сей день

Ба́смала (араб. بسملة‎), тасми́я (تسمية‎), бисмилля́х (بِسۡمِ ٱللَّهِ‎ — «во имя Аллаха; с именем Аллаха») — исламский термин для обозначения фразы, с которой начинается каждая сура Корана (кроме девятой Ат-Тауба): «во имя Аллаха, Милостивого, Милосердного» (بِسۡمِ ٱللَّهِ ٱلرَّحۡمَـٰنِ ٱلرَّحِيمِ‎ бисмилля́хи-р-рахма́ни-р-рахи́м). Её произносят в каждой молитве перед началом любого важного дела, с неё обычно начинают многие другие документы, составляемые мусульманами (письма, договоры, обращения, завещания).

Фраза «бисмилля́хи-р-рахма́ни-р-рахи́м»

## В Коране
В составе сур Корана басмалу обычно не нумеруют как отдельный аят. Исключением является первая сура (сура Аль-Фатиха), про которую в 87 аяте суры Аль-Хиджр сказано, что в ней — 7 аятов, следовательно, басмала является первой из этих 7 аятов. Эта фраза является также частью 30 аята суры ан-Намль («Муравьи»). Короткая формула «во имя Аллаха» (бисмилляхи) встречается только в аяте 11:41. Фраза «во имя Господа твоего» (бисми раббика) встречается в Коране 4 раза после повеления «прославлять» или «читать». «Поминание» (зикр) имени Аллаха встречается 13 раз, а аят 55:78 говорит о благословении имени Господа «благословенно имя Господа твоего» (табарака исму раббика). Единственной сурой, в начале которой не пишется и не читается басмала, является сура ат-Тауба.

## В Торе
В Торе (Таурате) схожая фраза также использована в начале молитвы «во имя Господа» (בשם יהוה‬, бе-шем Адонай). Там же использована формула, аналогичная по смыслу мусульманской фразе «Аллах ар-Рахман ар-Рахим» — «Бог милостивый и милосердный» (אל רחום וחנון‬, эль рахум ве-ханун).

## В других источниках
Вероятно, под влиянием ислама, в иудейских богослужебных свитках XI века в Египте (каирская гениза) перед молитвой «Шемоне-Эсре» указано говорить укороченную басмалу «во имя Милостивого» (בשם רחום‎, бе-шем рахум) — гебраизированным переводом арабских слов «бисмилЛяхи р-Рахим» (בסמאללה אלרחים‎ — «именем Аллаха Милосердного»). Там же обнаружен еврейский свиток Корана, записанный по-арабски еврейскими буквами, содержащий суру 1 и 2 и басмалу(בסמאללה אלרחמן אלרחים‎, бисмилляхи р-рахмани р-рахим — «во имя Аллаха, Милостивого, Милосердного»).

## Каллиграфия
Басмала является одним из популярных мотивов исламской каллиграфии.

## Забой животного
Произнесение басмалы непосредственно перед забоем животного делает полученное мясо халяльным, если это мясо разрешено в исламе. Однако нельзя сделать мясо, являющееся харамным (например, свинину) халяльным, произнеся басмалу перед её забоем.

## Использование
- Фразу «бисмилля́х» произносят в начале приёма пищи[17].
- Тот, кто забыл сказать басмалу до еды, может произнести после приёма пищи «бисмилля́хи фи аввалихи ва ахирихи» (араб. بِسْمِ اللهِ في أَوَّلِهِ وَآخِـرِه‎ — «с именем Аллаха в начале неё и конце неё!»).
- Перед всяким действием, которое совершают ради Аллаха, произносят басмалу.

## Юникод
| Юникод      | Юникод | Юникод              | Юникод                       | Юникод                 | Юникод                                    |
| Код в UTF-8 | Символ | Название символа    | Транскрипция                 | араб.                  | русск.                                    |
| ----------- | ------ | ------------------- | ---------------------------- | ---------------------- | ----------------------------------------- |
| &#65021     | ﷽      | Arabic sign Basmala | бисмилля́хи-р-рахма́ни-р-рахи́м | بسم الله الرحمن الرحيم‎ | во имя Аллаха, Милостивого, Милосердного! |